# Ferrotaaffeïta-6N'3S
La ferrotaaffeïta-6N’3S és un mineral de la classe dels òxids que pertany al grup de la taaffeïta. Originalment va ser anomenada i descrita com a pehrmanita per Burke & Lustenhouwer l'any 1981.

## Característiques
La ferrotaaffeïta-6N’3S és un òxid de fórmula química (Be,Zn,Mg)FeAl₄O₈. Cristal·litza en el sistema trigonal. La seva duresa a l'escala de Mohs es troba entre 8 i 8,5.
Segons la classificació de Nickel-Strunz, la pertany a «04.FC: Hidròxids (sense V o U), amb OH, sense H₂O; octaedres que comparetixen angles» juntament amb els següents minerals: bernalita, dzhalindita, söhngeïta, burtita, mushistonita, natanita, schoenfliesita, vismirnovita, wickmanita, jeanbandyita, mopungita, stottita, tetrawickmanita, ferronigerita-2N1S, magnesionigerita-6N6S, magnesionigerita-2N1S, ferronigerita-6N6S, zinconigerita-2N1S, zinconigerita-6N6S, magnesiotaaffeïta-6N'3S i magnesiotaaffeïta-2N'2S.

## Formació i jaciments
Va ser descoberta a la pegmatita Rosendal, situada a l'illa de Kimitoön, a Finlàndia Pròpia (Finlàndia), on es troba en forma de petits cristalls tabulars hexagonals subèdrics amb creixements orientats sobre nigerita. Aquest indret és l'únic a tot el planeta on ha estat descrita aquesta espècie mineral.